# Mecaphesa semispinosa
Mecaphesa semispinosa là một loài nhện trong họ Thomisidae.
Loài này thuộc chi Mecaphesa. Mecaphesa semispinosa được Eugène Simon miêu tả năm 1900.